# Hertfordi Henrik
Herfordi Henrik (latinul: Henricus de Hervordia, németül: Heinrich von Herford), (Herford, 1300 körül – Kloster St. Pauli (Minden), Minden, 1370. október 9.) latin nyelven író középkori német domonkos rendi szerzetes, krónikás és teológus.

## Élete
Herfordban született, Vesztfáliában, és valószínűleg az itteni kolostorban is tanult. A rendbe Mindenben lépett be, ahol az Emlékezetre méltó dolgok könyve (Liber de rebus memorabilioribus) című művében egy világkrónikát adott, összegyűjtve és felhasználva az Eusebiustól a saját koráig élt keresztény krónikaírókat. A mű IV. Károly koronázásával zárul, 1355-ben. Írt még teológiai műveket is Catena aurea in decem partes distincta, illetve De Conceptione Virginis gloriosae címen.

## Fordítás
- Ez a szócikk részben vagy egészben  a   Henry of Herford című angol Wikipédia-szócikk ezen változatának fordításán alapul.  Az eredeti cikk szerkesztőit annak laptörténete sorolja fel. Ez a jelzés csupán a megfogalmazás eredetét és a szerzői jogokat jelzi, nem szolgál a cikkben szereplő információk forrásmegjelöléseként.

### Magyar nyelvű források
- Szántó Konrád: A katolikus egyház története. Budapest: Ecclesia. 1987.  ISBN 9633634814
- Klaniczay Gábor (szerk.): Európa ezer éve: a középkor I-II. Budapest: Osiris. 2005.  ISBN 9633898196